# Август фон Саксония-Вайсенфелс (1650–1674)
Август фон Саксония-Вайсенфелс, Август Млади (на немски: August von Sachsen-Weißenfels; August der Jüngere; * 3 декември 1650, Хале; † 11 август 1674, Хале) от рода на Албертинските Ветини, е принц и (титулар-)херцог на Саксония-Вайсенфелс, също домпропст на Магдебург (1661 –1674).

## Живот
Той е вторият син на херцог Август фон Саксония-Вайсенфелс (1614 – 1680) и първата му съпруга Анна Мария (1627 – 1669), дъщеря на херцог Адолф Фридрих I. По-големият му брат е Йохан Адолф I (1649 – 1697).
През 1659 г. Август е приет от баща му, който е шеф, в литературното общество „Fruchtbringende Gesellschaft“. Баща му, който е архиепископ на Магдебург, го прави на десет години домпробст на това абатство. Тази служба след смъртта му отива на брат му Хайнрих.
Август се жени на 25 август 1673 г. в Хале за Шарлота (3 декември 1653 – 7 февруари 1708), дъщеря на ландграф Фридрих фон Хесен-Ешвеге и първата му съпруга Елеонора Катарина, дъщеря на пфалцграф Йохан Казимир и Катарина Васа от Швеция, сестра на шведския крал Карл X Густав.
Той умира на 11 август 1674 г. на 23 години в Хале и е погребан в княжеската гробница в дворцовата църква на дворец на Ной-Августусбург във Вайсенфелс. След смъртта на Август вдовицата му се омъжва през 1679 г. за граф Йохан Адолф фон Бентхайм-Текленбург (1637 – 1704), син на граф Мориц, от когото по-късно през 1693 г. се развежда.

## Деца
Единственото дете на Август и Шарлота умира при раждането:
- едно дете (*/† 24 април 1674, Хале), принцеса фон Саксония-Вайсенфелс